# Зуйково (Глубоковская волость, у озера Велье)
Зуйково — деревня в Опочецком районе Псковской области. Входит в состав Глубоковской волости.
Расположена к востоку от озера Велье, в 29 км к юго-востоку от города Опочка и в 10 км к югу от волостного центра, деревни Глубокое.
Численность населения по состоянию на 2000 год составляла 26 человек.